# 博茨瓦納航空
博茨瓦納航空（Air Botswana，IATA：BP，ICAO：BOT）是非洲國家波札那的國營航空公司，總部設於首都嘉柏隆里，以塞雷茨·卡马爵士国际机场為基地。

## 歷史

### 成立初期
博茨瓦納航空於1972年7月2日由兩間經營失敗的國營航空公司—博茨瓦納國家航空（Botswana National Airways，營運期：1966-1969）和博茨瓦納航空有限公司（Botswana Airways Corporation，營運期：1970-1971）合併而成立，博茨瓦納航空股份公司（Air Botswana Holdings）作為博茨瓦納航空的大股東，同時也負責飛機的購買和租賃。同年8月1日，以一架福克F27飛機正式開始商業營運。
1970年代，博茨瓦納航空曾營運嘉柏隆里—曼齐尼—約翰尼斯堡—哈拉雷—嘉柏隆里的環形航線，同時也有營運國內航點，如弗朗西斯敦、塞莱比-皮奎及馬翁。70年代末，博茨瓦納航空共運作3架飛機，包括HS748、道格拉斯DC-3及維克斯子爵754型各一架。
1981年，英國航空獲得一份為期6年的營運合約，同年，博茨瓦納發展公司（Botswana Development Corporation）成立，成為了博茨瓦納航空股份公司的一員，負責收購一架可供航空公司租賃的飛機，最後再次揀選福克F27。因缺乏自家的機組人員的關係，故該機的機員是來自南非商務航空，而維修合約則批予薩法航空。1983年，博茨瓦納航空租了一架洛歇L-100-30大力士型運輸機，開始貨運業務。同年稍後時間，因南非航空停止莱索托和斯威士兰的服務，而購入第二架F27飛機， 服務马塞卢和曼齊尼航線。1984年12月，租賃一架多尼爾228飛機，令營運能力得以維持。耗資5700萬波札那普拉興建的塞雷茨·卡马爵士国际机场在1984年12月10日正式啟用，博茨互納航空亦順理成章地遷往該處為基地。1986年底，航點包括嘉柏隆里、弗朗西斯敦、塞萊比-皮奎、馬恩、約翰尼斯堡、哈拉雷、維多利亞瀑布、盧薩卡、曼齊尼和馬塞盧。

### 國有化

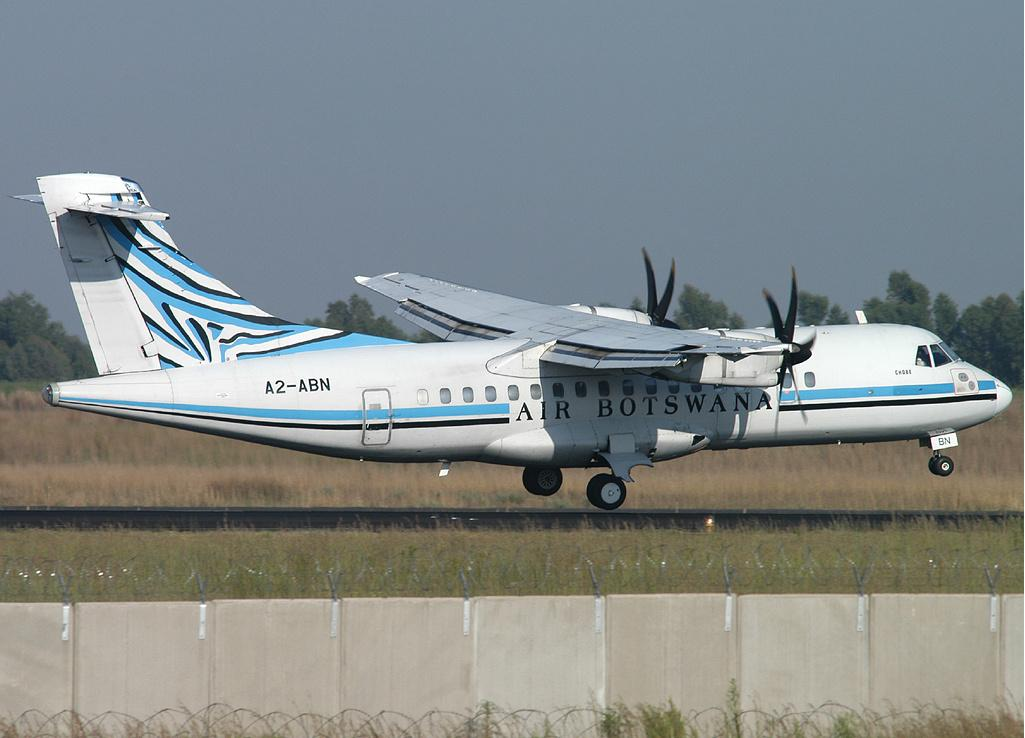
博茨瓦納航空的ATR 42客機

1988年4月1日，博茨瓦納航空被政府收購，成為國有企業，屬工務、運輸及通訊大臣（Ministry of Works, Transport and Communications）所管轄，並成為國營航空公司。同年4月，博茨瓦納航空成為非洲南部發展合作會議（Southern African Development Coordination Conference，SADCC）中，首間通航往纳米比亚的非洲南部航空公司。同年，2架ATR 42-230飛機投入服務，取代F27，首架BAe 146於翌年11月12日投入服務，執飛嘉柏隆里至哈拉雷航線，與津巴布韋航空合共營運每周5班。
為使乘客有更佳的乘搭環境，博茨瓦納政府於1992年12月起推行控煙行動（Control of Smoking Act），令博茨瓦納航空在1993年成為國內首家全面在內陸航班上禁煙的航空公司，1995年更把禁煙範圍擴大至所有飛往非洲南部的航班上。博茨瓦納航空在1988至1993年期間錄得虧損，於是，政府在1994年把7400萬普拉的虧損轉化為股份。

### 邁向私營化

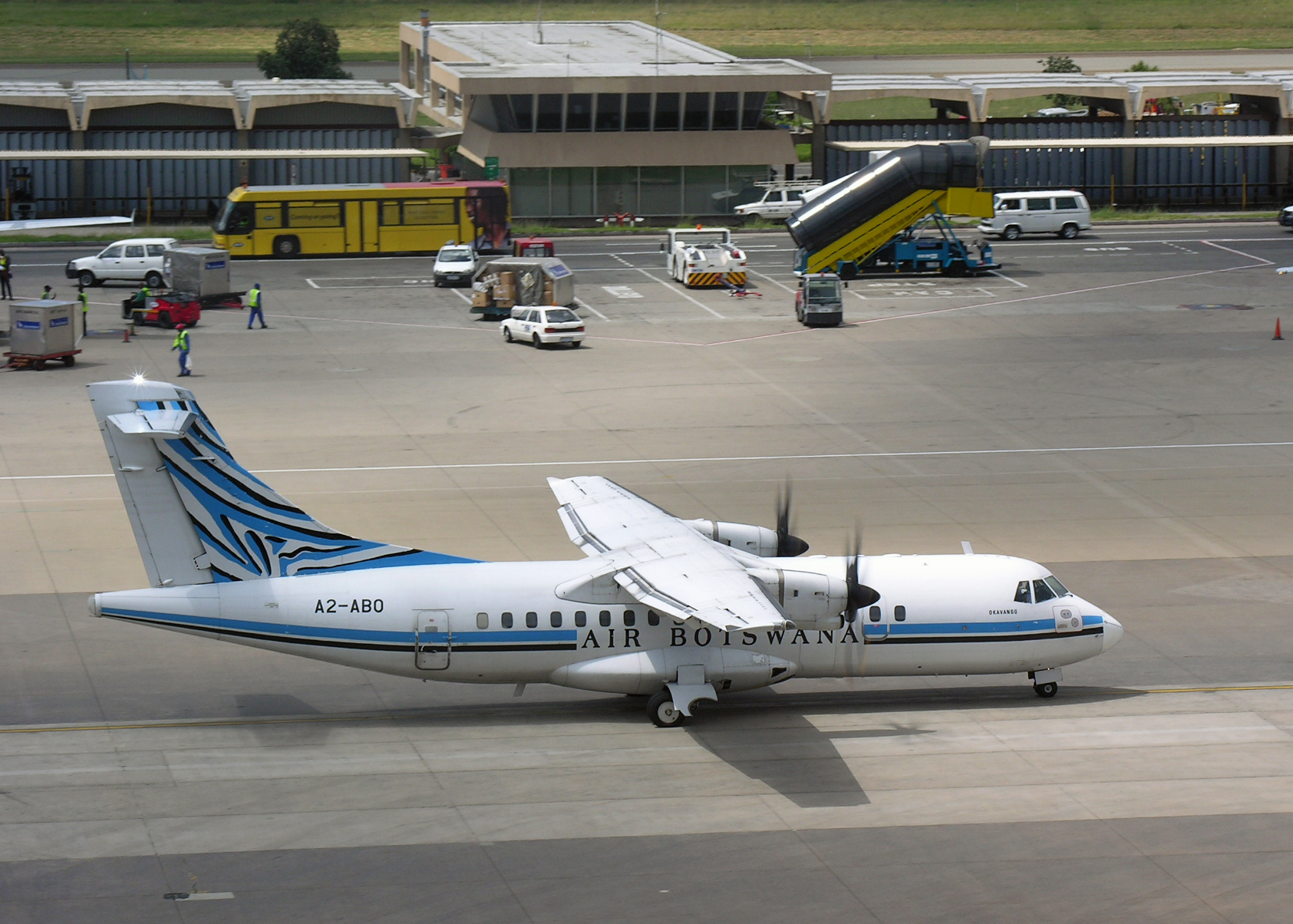
ATR42-500在約翰尼斯堡機場

因人手過剩、機隊老舊致營運成本增加、管理不善致人才流失，令公司出現虧損，同時也因服務質素低劣、市場差、更新速度慢而令公司增長得十分慢，博茨瓦納政府遂把博茨瓦納航空私營化。儘管在1997至2002年均錄得盈利，但政府至2003年為止均無意把公司私營化。
博茨瓦納航空的私有化程序在2000年4月19日政府與世界銀行集團屬下的国际金融公司（IFC）簽訂顧問合約開始，IFC成為博茨瓦納政府的特約顧問。
2003年，博茨瓦納政府嘗試把公司私營化，而毛里裘斯航空和南非商務航空則為其策略性合作伙伴，兩者共持有博茨瓦納航空的45%股份，博茨瓦納政府也持有45%，其餘10%則由僱員持有；更計劃新持有人確定持股後，公司會在博茨瓦納股票交易所（Botswana Stock Exchange）上市，但毛里裘斯航空在同年9月因911襲擊後空運市場下沉而退出，南非商務航空亦於3個月後（12月）因面對南非境內廉價航空的競爭而退出，令博茨瓦納政府在2004年2月停止尋求策略性伙伴。
據星期日標準報（Sunday Standard）的報道，博茨瓦納航空在2006年首季錄得虧損為3億普拉，令政府不得不加快私營化的步伐，以免破產；同時也透露，公司在4月至7月期間，欠下為數42,000至45,000美元租賃BAe 146飛機的款項，債權人也曾警告會向航空公司追討損失，甚至停止租賃飛機予航空公司，這或會對私有化進程有負面影響。同年9月，航空公司宣布3個有潛質投資者有入標競投接管公司，包括南非航空連結、非洲世界航空（African World Airways）和國內貨車燃料運輸商Lobtrans有限公司；其餘未有入標的公司有埃塞俄比亞航空、南非商務航空、南非Interair、旅運授權集團和ExecuJet。11月，工務和運輸大臣宣布由南非航空連結中標。
南非航空連結中標後，博茨瓦納航空隨即宣告清盤，並成立一間名為「博茨瓦納連結」（Botswana Airlink）的新公司，博茨瓦納政府持有50.1%股份，其餘49.9%由南非航空連結持有。新公司成立後，有計劃把46座位的ATR 42淘汰掉，更換為29座位的捷流-41，更適合飛行低客量國內線；另外裁減博茨瓦納航空的僱員300人，再借用180人到新公司上。
但到了2007年10月，博茨瓦納政府則停止與南非航空連結談判，原因是博茨瓦納內閣認為該交易並不可行。據當地英文報章Mmegi報道，主要障礙在於南非航空連結堅持要把機隊色彩更換為南非的藍白黑三色，內閣也認為計劃書並未能符合國家航空運輸的要求，且不能達到博茨瓦納政府長遠發展運輸和旅遊業的目標，而博茨瓦納旅遊業也認為博茨瓦納航空交通由博茨瓦納航空壟斷，以致班次有限及收費高昂，是博茨瓦納旅遊業發展的最大限制。
與南非航空連結談判失敗後，博茨瓦納政府開始找尋管理公司營運公司3年，同年宣布政府重新注資1億普拉，以改善整體表現及在私有化更具吸引力。
2008年12月，博茨瓦納航空與ATR簽訂合同，訂購2架ATR 72–500飛機，總值3700萬美元，並於2009年3月交付；同時也宣布重開卡薩尼和弗朗西斯敦往返約翰尼斯堡的航線，當時正值南非航空重開約翰尼斯椎至嘉柏隆里航線，新飛機的加入正好趕及與南非航空競爭。7月，與肯尼亚航空簽訂代碼共享協議，由9月6日起每周3班開辦內羅畢往返嘉柏隆里的服務。
博茨瓦納航空在2008年12月因未能通過國際航空運輸協會（IATA）的安全查核而一度被迫退出IATA，但已計劃在2009年重新加入。

## 航點
截至2011年4月29日，博茨瓦納航空的航點如下：
| 博茨瓦納   |     |      |                         |
| 嘉柏隆里   | GBE | FBSK | 塞雷茨·卡马爵士国际机场 |
| 弗朗西斯敦 | FRW | FBFT | 弗朗西斯敦機場          |
| 卡薩尼     | BBK | FBKE | 卡薩尼機場              |
| 馬翁       | MUB | FBMN | 馬翁機場                |
| 南非       |     |      |                         |
| 約翰尼斯堡 | JNB | FAJS | 奥利弗·坦博国际机场     |
| 津巴布韋   |     |      |                         |
| 哈拉雷     | HRE | FVHA | 哈拉雷国际机场          |
| 贊比亞     |     |      |                         |
| 盧薩卡     | LUN | FLLS | 卢萨卡国际机场          |

## 機隊
截至2019年4月，博茨瓦納航空的機隊如下：

## 外部連結
- 官方網站（页面存档备份，存于）